# Cymoblemma
Cymoblemma là một chi bướm đêm thuộc họ Erebidae.